# توماس جون واتسون، الأب
توماس جون واتسون، الأب (بالإنجليزية: Thomas J. Watson)‏ (و. 1874 – 1956 م) هو رائد أعمال، وعالِم حاسب آلي، من الولايات المتحدة الأمريكية، ولد في كامبل، كان عضوًا في الحزب الديمقراطي الأمريكي، توفي عن عمر يناهز 82 عاماً بسبب نوبة قلبية.

## التعليم
تعلم في جامعة كولومبيا.

## مناصب وهيئات
أدار آي بي إم.

## جوائز
حصل على جوائز منها:
- جائزة الثور الفضي  [لغات أخرى]‏ (1944)
- وسام النسر الألماني [الإنجليزية]‏ (1937).

## روابط خارجية
- توماس جون واتسون، الأب على موقع الموسوعة البريطانية (الإنجليزية)
- توماس جون واتسون، الأب على موقع إن إن دي بي (الإنجليزية)